# Uriel Holmes
Uriel Holmes (* 26. August 1764 in East Haddam, Colony of Connecticut; † 18. Mai 1827 in Canton, Connecticut) war ein US-amerikanischer Politiker. Zwischen 1817 und 1818 vertrat er den Bundesstaat Connecticut im US-Repräsentantenhaus.

## Werdegang
Uriel Holmes kam in seiner Jugend mit seinen Eltern nach Hartland im Hartford County. Dort besuchte er die öffentlichen Schulen. Danach studierte er bis 1784 am Yale College. Nach einem Jurastudium und seiner im Jahr 1798 erfolgten Zulassung als Rechtsanwalt begann er in Litchfield in seinem neuen Beruf zu arbeiten.
Holmes war Mitglied der Föderalistischen Partei. Zwischen 1803 und 1805 saß er als Abgeordneter im Repräsentantenhaus von Connecticut; zwischen 1807 und 1814 war er Bezirksstaatsanwalt im Litchfield County. Im selben Bezirk war er bis 1817 als Richter tätig. Bei den Kongresswahlen des Jahres 1816, die in Connecticut staatsweit abgehalten wurden, wurde er als Kandidat seiner Partei in das US-Repräsentantenhaus in Washington, D.C. gewählt. Dort trat er am 4. März 1817 für das dritte Abgeordnetenmandat seines Staates die Nachfolge von Epaphroditus Champion an.
Holmes trat aber bereits im Jahr 1818 von diesem Mandat zurück. Danach wurde Sylvester Gilbert bei der fälligen Nachwahl zu seinem Nachfolger im Kongress gewählt. Uriel Holmes starb am 18. Mai 1827 in Canton und wurde in Litchfield beigesetzt.